# Mansión de Nicoya
Mansión es un distrito del cantón de Nicoya, en la provincia de Guanacaste, de Costa Rica.

## Geografía
Mansión cuenta con un área de 212,15 km² y una altitud media de 87 m s. n. m.

## Demografía
Para el año 2022, Mansión cuenta con una población estimada de 6398 habitantes, y para el último censo efectuado, en 2011, Mansión contaba con una población de 5717 habitantes.

## Localidades
- Poblados: Acoyapa, Boquete, Camarones, Guastomatal, Iguanita, Lapas, Limonal, Matambuguito, Matina, Mercedes, Monte Alto, Morote Norte, Nacaome, Obispo, Pital, Polvazales, Pueblo Viejo, Puente Guillermina, Puerto Jesús, Río Vueltas, San Joaquín, San Juan (parte), Uvita (parte), Vigía, Yerbabuena (parte), Zapandí.

## Transporte

### Carreteras
Al distrito lo atraviesan las siguientes rutas nacionales de carretera:
- Ruta nacional 18
- Ruta nacional 21
- Ruta nacional 157
- Ruta nacional 158
- Ruta nacional 905